# Château du Moisnil
Het château du Moisnil (Kasteel van Moisnil) is een kasteel gelegen in het dorpje Maizeret in de provincie Namen.
De nog bewaarde kasteelvleugel, in Lodewijk XV-stijl, met een mansardedak, werd in 1902 gebouwd door architect Octave Flanneau in opdracht van Jules Van Dievoet, advocaat bij het Hof van Cassatie en zijn echtgenote Marguerite Anspach, dochter van Brussels burgemeester Jules Anspach.
De nieuwe vleugel was een uitbreiding van een oud kasteel.
Op 12 mei 1940 werd het kasteel, samen met de stad Namen, gebombardeerd door de Duitse Luftwaffe. De oudste delen van het kasteel werden toen vernield.